# Наршахи
Абу́ Бакр Муха́ммад ибн Джафа́р Наршахи́ (перс. ابوبکر محمد نرشخی‎‎, 899—959) — согдийский историк X века, автор исторического труда «История Бухары».

## Биография
Наршахи был согдийцем.  Несмотря на то, что в его время согдийский язык был по большей части вытеснен персидским в густонаселенных местах Согда, вполне вероятно, что Наршахи всё ещё очень хорошо говорил на согдийском языке.
Наршахи родился в 286 году хиджры (899 год) в селении Наршах в окрестностях Бухары и умер в месяце сафар 348 года хиджры (весна 959 года). О его жизни практически нет никаких сведений, за исключением того, что он является автором «Истории Бухары» и преподнёс её в качестве подарка Саманидскому эмиру Нуху ибн Насру в 943 или 944 году (332 год хиджры).

## «История Бухары»
«История Бухары» (араб. تاریخ بخارا‎‎, «Тарихи Бухара») написана на арабском языке в 943—944 (по другим данным в 948—949) годах.
Труд Наршахи неоднократно редактировался и изменялся. В 1128 году Абу Наср Кубави делает перевод «Тарихи Бухара» с арабского на персидский язык. При этом изначальный текст был сокращён, а повествование доведено до времени, в котором писал Кубави. Через полвека Мухаммад ибн Зуфар подвергает труд Наршахи очередному сокращению. В XIII веке изложенные в труде события были доведены анонимным автором до 1220 года. В свою очередь, в 1220 году Абу Наср Ахмад дополнил труд новыми свидетельствами и историческими событиями. В этой редакции труд дошёл до нашего времени.
Труд Наршахи — ценный источник по истории и топографии Бухары и оазиса реки Заравшан VII—XII веков. В. В. Бартольд считал, что «сочинение это имеет первостепенное значение для истории и топографии Средневековой Бухары». Особый интерес в нём представляют освещение истории арабского завоевания Средней Азии, восстания Абруя и Муканны, распространения ислама и вытеснения других религий.
Сочинение Наршахи впервые было издано в 1892 году в Париже Шарлем Шефером на основе двух рукописей, относящихся одна к XVI веку, другая к новейшему времени.
На русском языке труд Наршахи был издан в 1897 (перевод Нила Лыкошина). Помимо парижского издания при переводе использовались две другие рукописи, что позволило исправить некоторые неточности. Помощь в редакции перевода и подготовке его к печати оказал В. В. Бартольд. Он же написал примечания к тексту.